# St.-Laurentius-Kapelle (Polau)

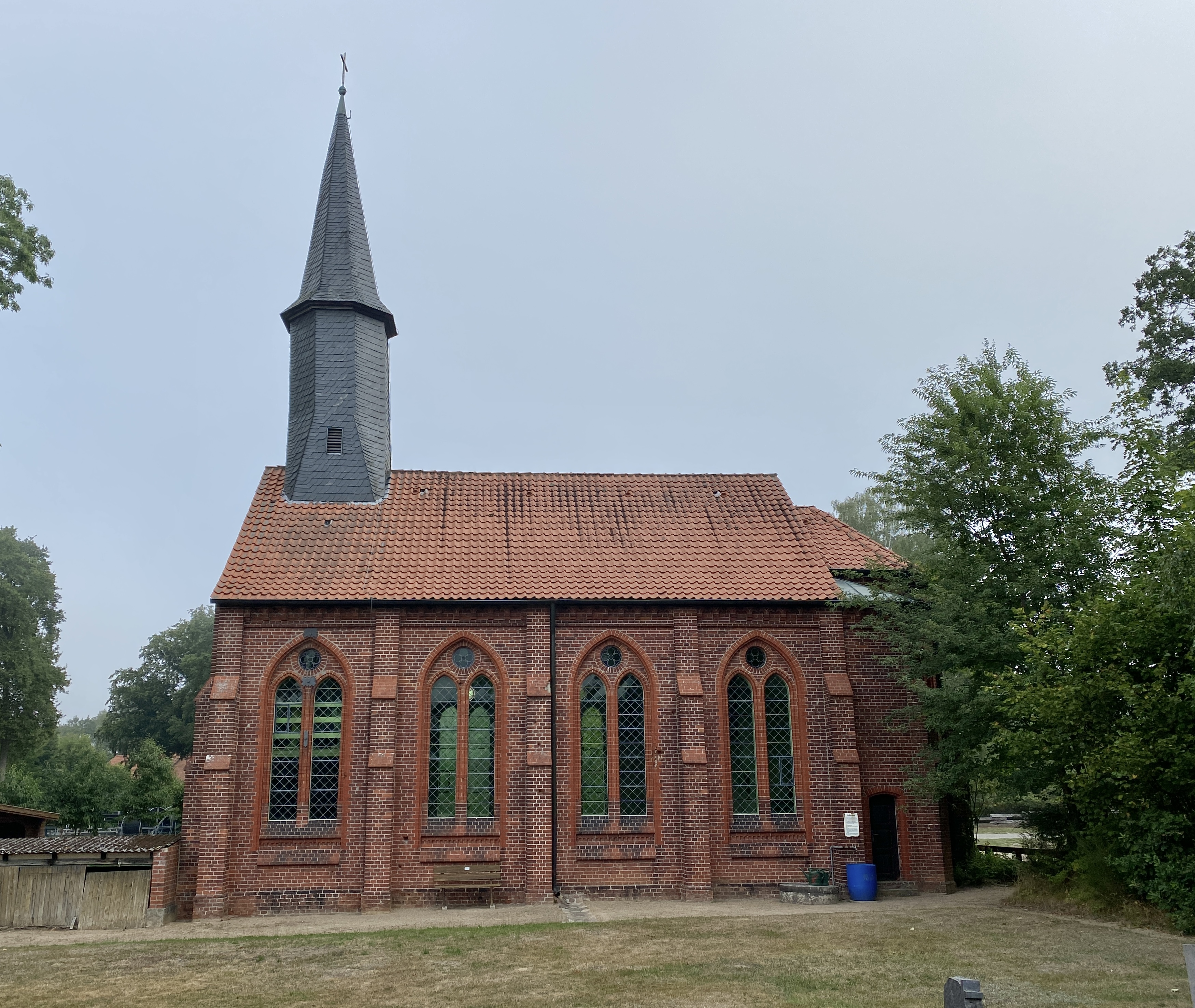
St.-Laurentius-Kapelle in Polau

Die evangelisch-lutherische St.-Laurentius-Kapelle steht im Ortsteil Polau der Gemeinde Rosche im niedersächsischen Landkreis Uelzen.

## Lage
Die Kapelle liegt inmitten des Ortes Polau. Der zugehörige Friedhof grenzt südlich an die Kapelle. Die Hauptstraße verläuft direkt nordwestlich von der Kapelle. 

## Geschichte
Der Vorgängerbau der heutigen Kapelle war eine Fachwerkkapelle aus dem Jahr 1650, die keinen Turm besaß. Der Fachwerkbau diente früher mutmaßlich als Scheune und stand mittig auf dem heutigen Friedhof. Der Bau wurde 1896 unter der Leitung des Maurermeisters Schulz aus Rosche und des Zimmermeisters Benecke aus Süttdorf durch die heutige St.-Laurentius-Kapelle ersetzt.
Die Kapelle gehört heute neben St. Johannis in Rosche zur Kirchengemeinde Rosche im Kirchenkreis Uelzen. Einmal monatlich finden hier Gottesdienste statt.

## Architektur

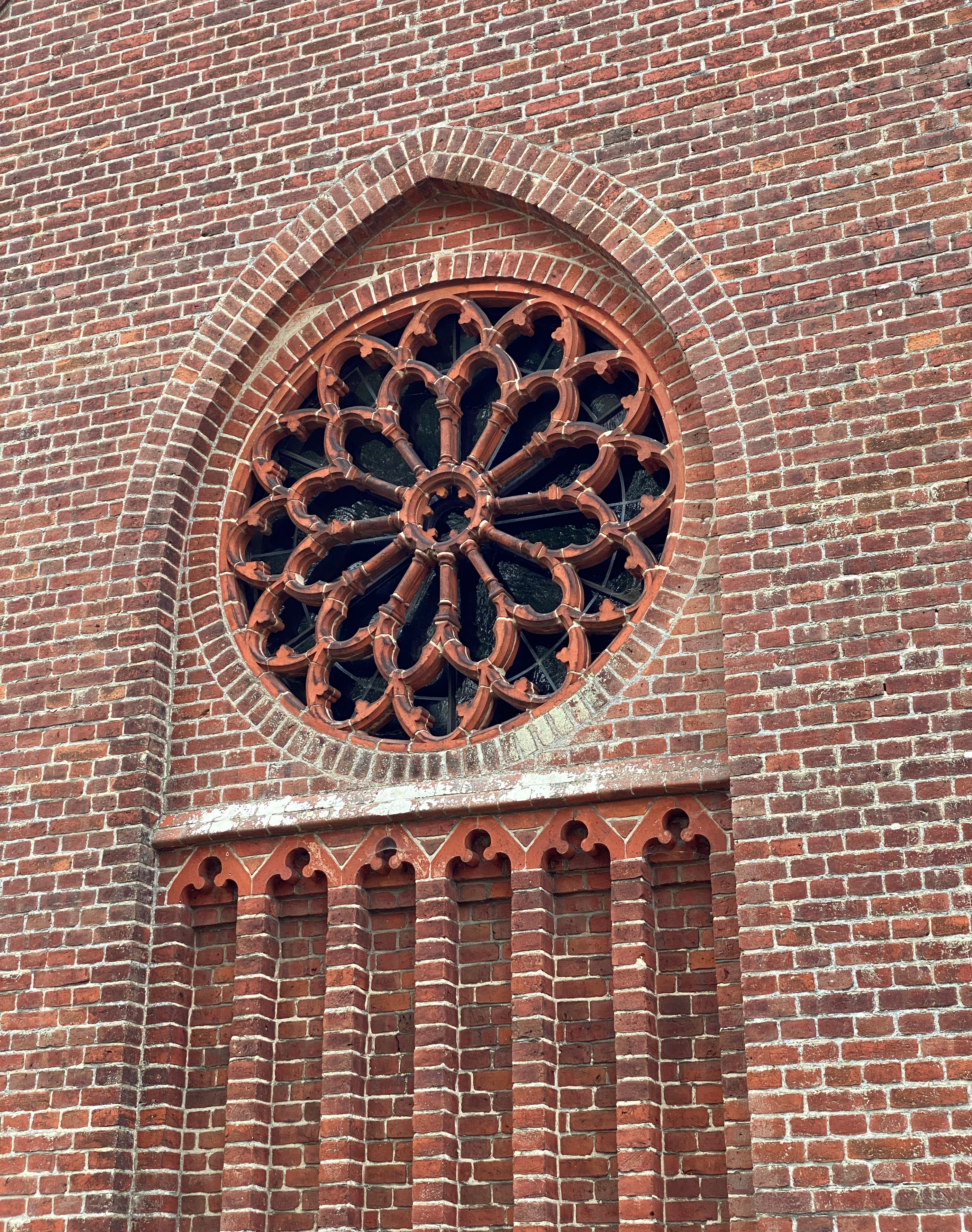
Fensterrose mit Backsteinmaßwerk

Der neugotische Saalbau besitzt einen Dachreiter und ist mit einem eingezogenen polygonalen Chorschluss ausgestattet. Die Kapelle wurde aus Backstein errichtet und besitzt verschiedene Nebenräume. Die Westwand ist mit einer Fensterrose mit Backsteinmaßwerk ausgestattet. Der Eingang befindet sich in der Nordseite. Der Dachreiter ist mit Schieferplatten gedeckt, das Schiff mit roten Dachziegeln. Er beherbergt die 1949 gegossene Glocke.
Der Innenraum ist weiß gestrichen. Ein Großteil der Ausstattung, unter anderem die Westempore, die Kirchenbänke und die Kanzel, sind grün gehalten.

## Ausstattung
Die Kapelle ist mit drei spätgotischen Altarfiguren ausgestattet. Sie wurden vermutlich im 16. Jahrhundert vom Holzschnitzer Benedikt Dreyer aus Lübeck geschaffen.